# Any Time, Any Place
"Any Time, Any Place" là một bài hát của ca sĩ người Mỹ Janet Jackson nằm trong album phòng thu thứ năm của cô, janet. (1993). Nó được sáng tác và sản xuất bởi Jackson cùng bộ đôi Jimmy Jam & Terry Lewis, và được phát hành như là đĩa đơn thứ 5 trích từ album vào ngày 23 tháng 5 năm 1994, bởi Virgin Records. Một bản remix do R. Kelly sản xuất cũng được phát hành.
Bài hát nhận được những phản ứng tích cực từ các nhà phê bình đương đại, và đạt vị trí thứ 2 trên bảng xếp hạng Billboard Hot 100, giúp Jackson trở thành nghệ sĩ duy nhất trong lịch sử có 3 album với ít nhất 5 đĩa đơn lọt vào top 5. Ngoài ra, nó cũng đứng đầu bảng xếp hạng R&B trong 10 tuần. Jackson đã trình diễn "Any Time, Any Place" trong hai chuyến lưu diễn trong sự nghiệp của mình.

## Danh sách bài hát
| Đĩa 12" quảng cáo tại Vương quốc Anh (VSTXDJ 1501) 1. CJ's 12" Mix – 8:17 2. R. Kelly Mix – 5:12 3. CJ's 7" Mix – 4:25 4. D&D House Mix – 7:34 5. CJ's Macapella Mix – 8:03 6. Jam & Lewis Remix – 4:30 Đĩa 12" tại Vương quốc Anh(VST 1501) Đĩa CD maxi tại Hà Lan (892 565 2) 1. CJ's 12" Mix – 8:17 2. "Throb" (David Morales Legendary Club Mix) – 9:05 3. D&D House Mix – 7:34 | Đĩa CD maxi tại Vương quốc Anh (7243 8 38435 2 7) Đĩa CD maxi tại Mỹ (V25H-38435) 1. R. Kelly Mix – 5:13 2. D&D House Mix – 7:34 3. Bản LP – 7:10 4. "Throb" – 4:36 5. "And on and On" – 4:48 Đĩa CD maxi tại Mỹ (Y-38435) 1. R. Kelly Mix – 5:12 2. Jam & Lewis Remix – 4:30 3. "Throb" (David Morales Legendary Dub) – 7:27 4. "Throb" – 4:48 |

## Xếp hạng
| Bảng xếp hạng (1994)                     | Vị trí cao nhất |
| ---------------------------------------- | --------------- |
| Australian Singles Chart                 | 37              |
| Canadian Singles Chart                   | 6               |
| New Zealand Singles Chart                | 20              |
| UK Singles Chart                         | 13              |
| U.S. Billboard Hot 100 1                 | 2               |
| U.S. Billboard Hot R&B/Hip-Hop Songs 1   | 1               |
| U.S. Billboard Hot Dance Singles Sales 2 | 1               |

| Bảng xếp hạng (1994)                   | Vị trí cao nhất |
| -------------------------------------- | --------------- |
| U.S. Billboard Hot 100 Airplay         | 38              |
| U.S. Billboard Hot R&B/Hip-Hop Airplay | 12              |

| Bảng xếp hạng (1994)             | Vị trí |
| -------------------------------- | ------ |
| U.S. Billboard Hot 100           | 30     |
| U.S. Billboard R&B/Hip Hop Chart | 7      |

## Chứng nhận
| Quốc gia                                                                           | Chứng nhận | Số đơn vị/doanh số chứng nhận |
| ---------------------------------------------------------------------------------- | ---------- | ----------------------------- |
| Hoa Kỳ (RIAA)                                                                      | Vàng       | 500,000                       |
| * Chứng nhận dựa theo doanh số tiêu thụ. ^ Chứng nhận dựa theo doanh số nhập hàng. |            |                               |